# Heros spurius
Heros spurius är en fiskart som beskrevs av Heckel, 1840. Heros spurius ingår i släktet Heros och familjen Cichlidae. Inga underarter finns listade i Catalogue of Life.